# Пятничная мечеть (Мале)
Пятничная мечеть в Мале (мальд. މާލެ ހުކުރު މިސްކިތް) или Мале Хукукру Мискиу — старинная джума мечеть, расположенная в центре города Мале (атолл Каафу, Мальдивы). Мечеть была построена в 1658 году по приказу султана Мальдив Исканадара I не более чем за два года. Основным материалом при строительстве являлся коралловый камень. Мечеть окружена кладбищем XVII века, коралловые надгробия которого высечены затейливо и уникально. Объект также включает в себя коралловый минарет.
Мечеть имеет периметр 199 футов (чуть более 60 метров). Главное здание, ещё используемое для ежедневных молитв, разделено на три секции:
- Михураабаге: Отдел мечети, в которой имам произносит молитву.
- Медху Мискиу: Средняя часть мечети.
- Фаху Мискиу: Вход в мечеть.

Мечеть содержит в себе некоторые элементы традиционных мальдивских искусств, например резьбы по камню и лаковую роспись на панелях и потолке.
В 2008 году Пятничная мечеть стала кандидатом в список Всемирного наследия ЮНЕСКО.

## Галерея

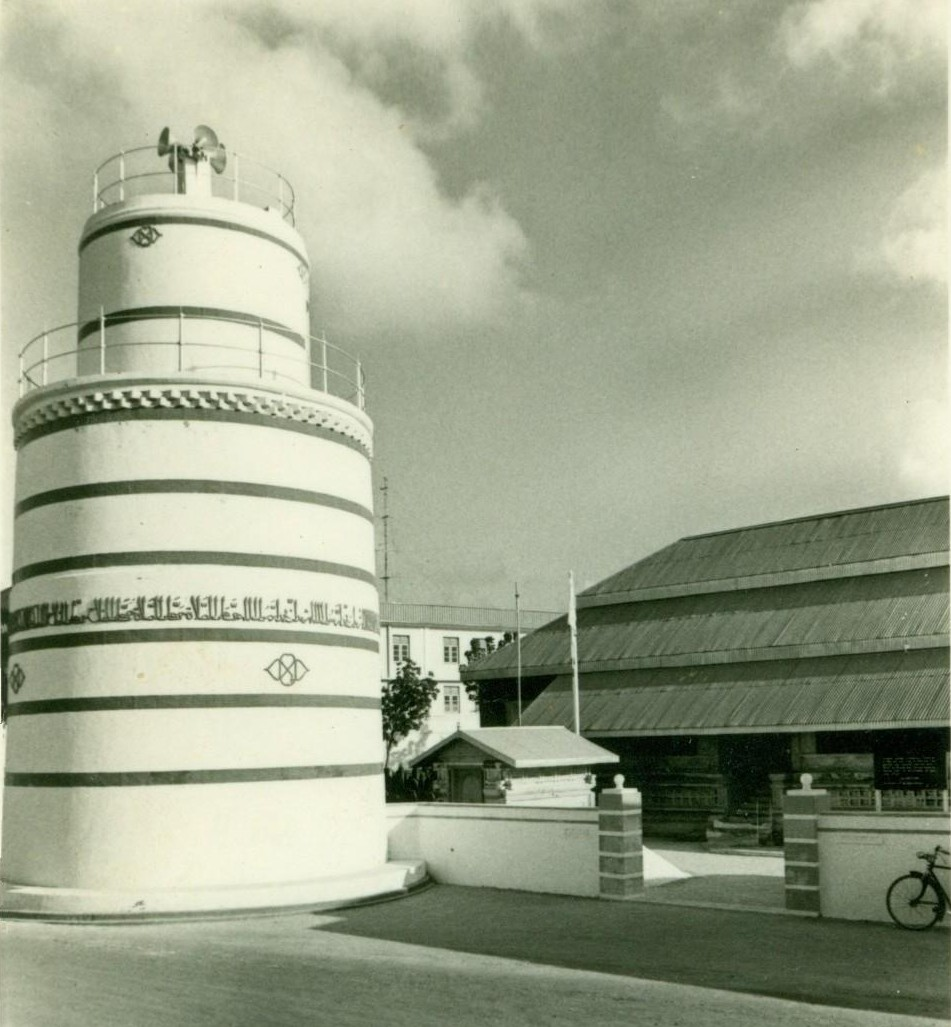
Минарет и мечеть в 1981 году.
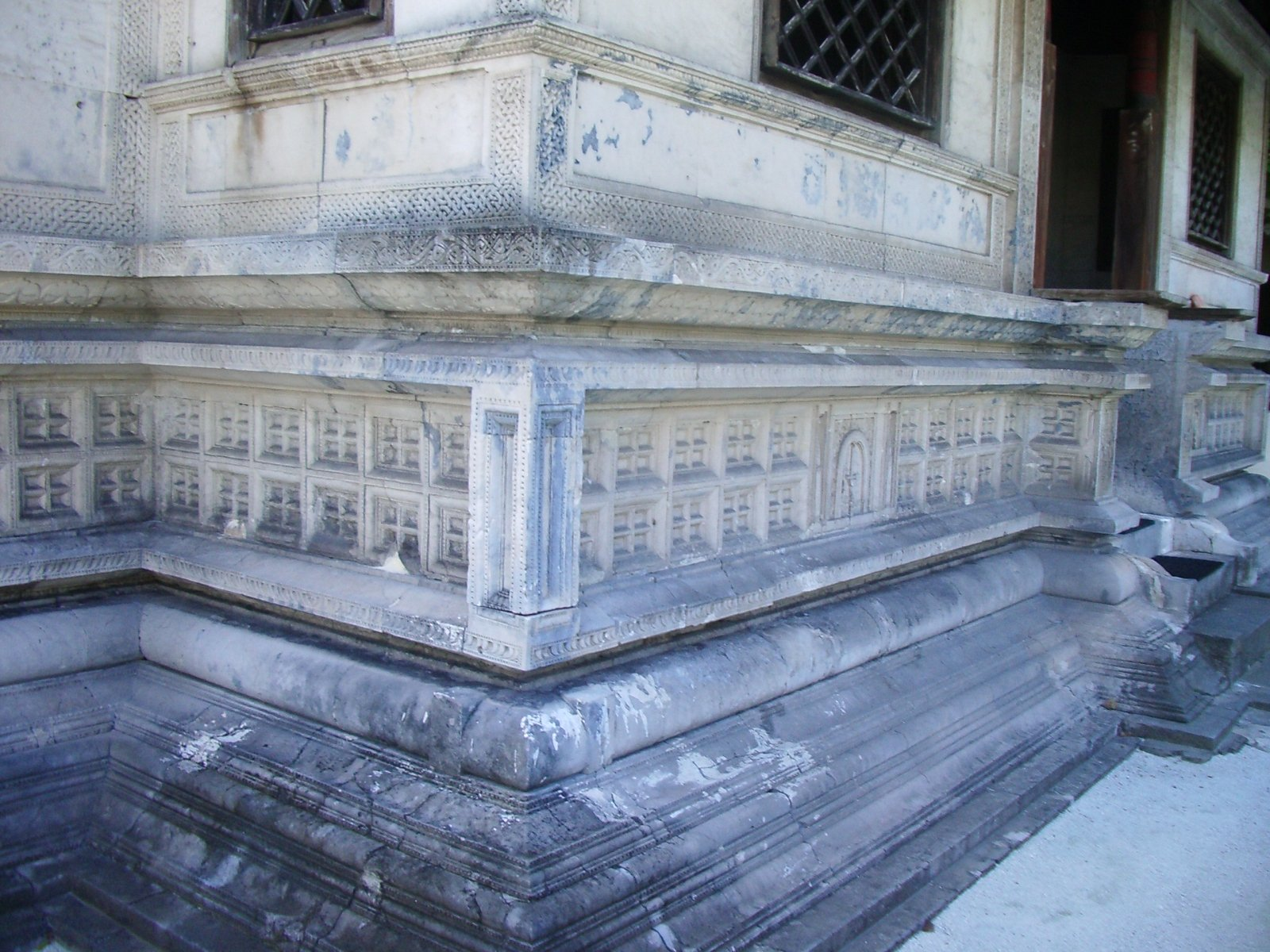
Внешние украшения мечети
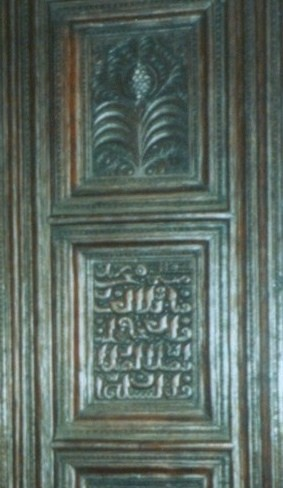
Дверные панели в мечети

## Узоры лаком в мечети

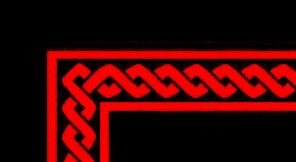
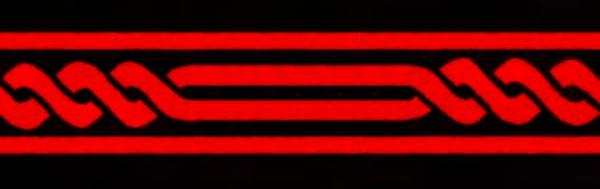
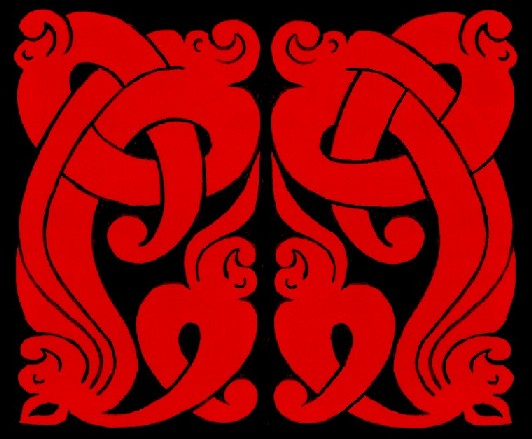
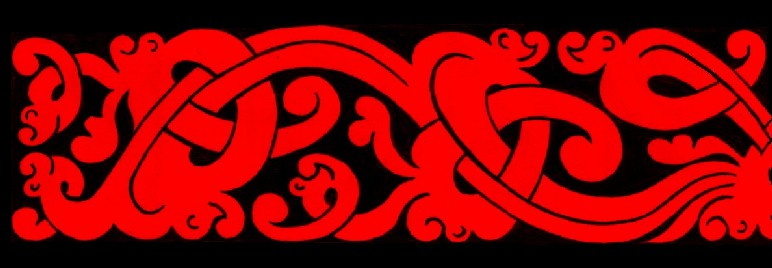
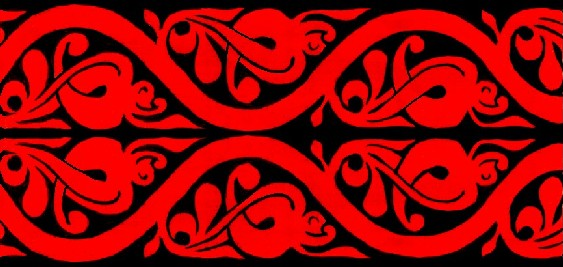
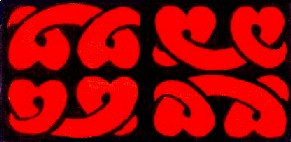
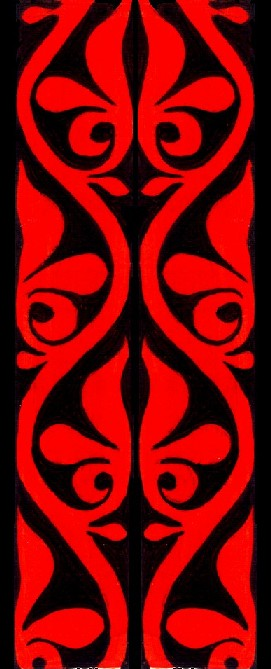
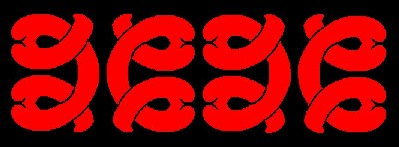
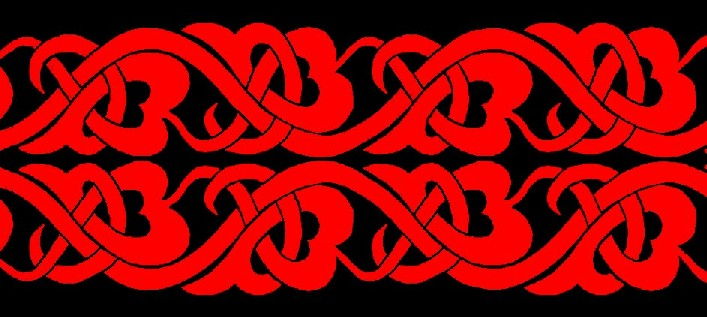
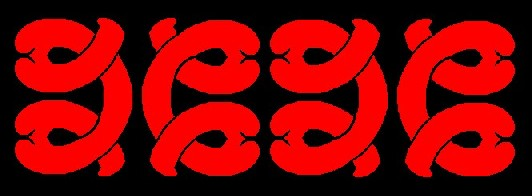
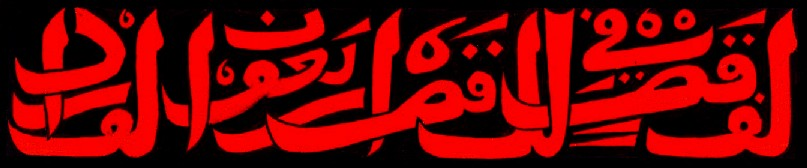
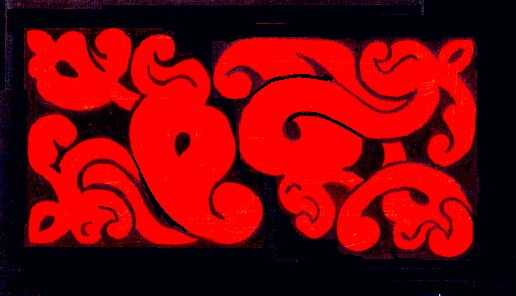
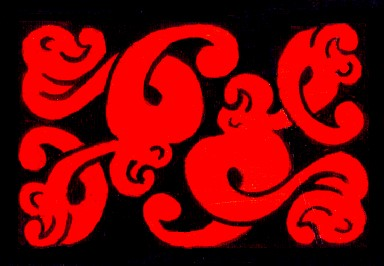
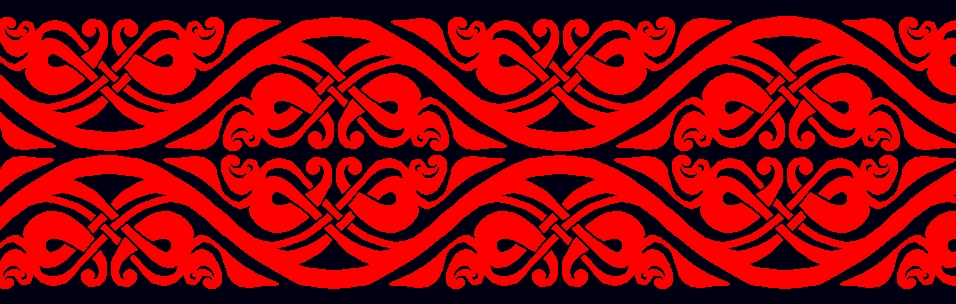
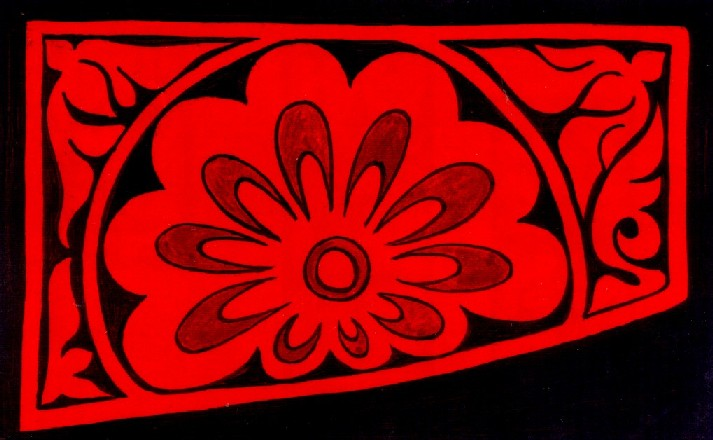
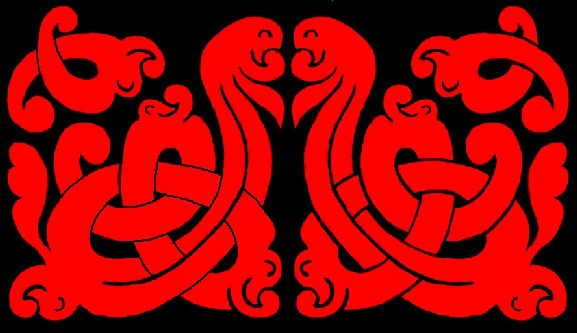
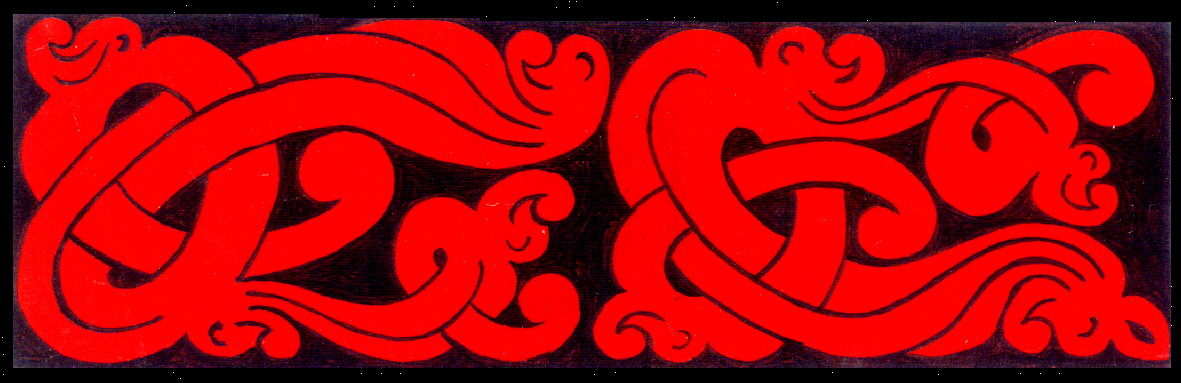
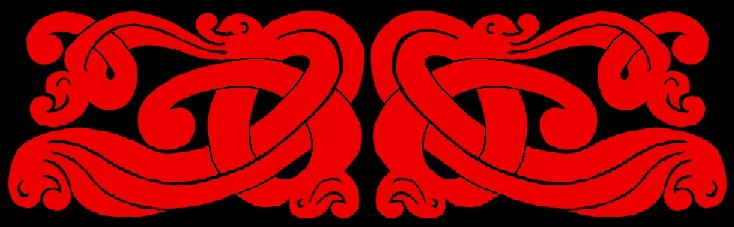
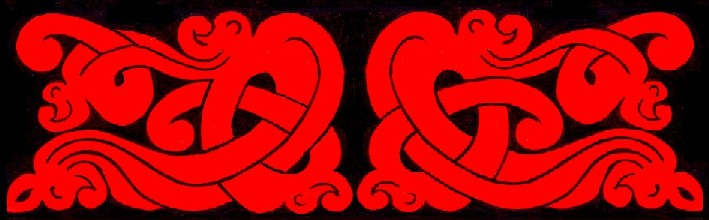
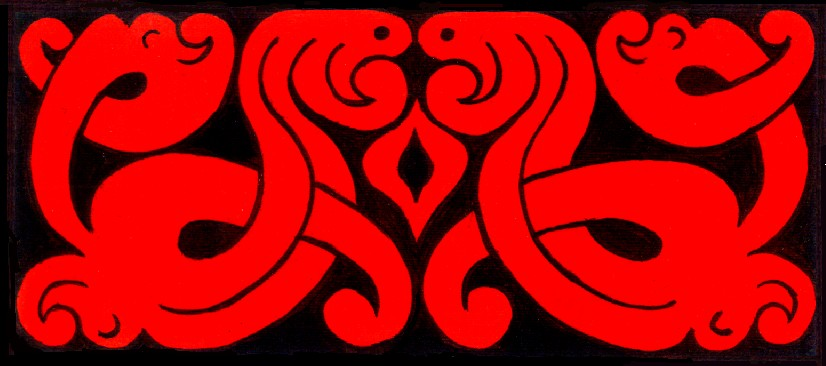
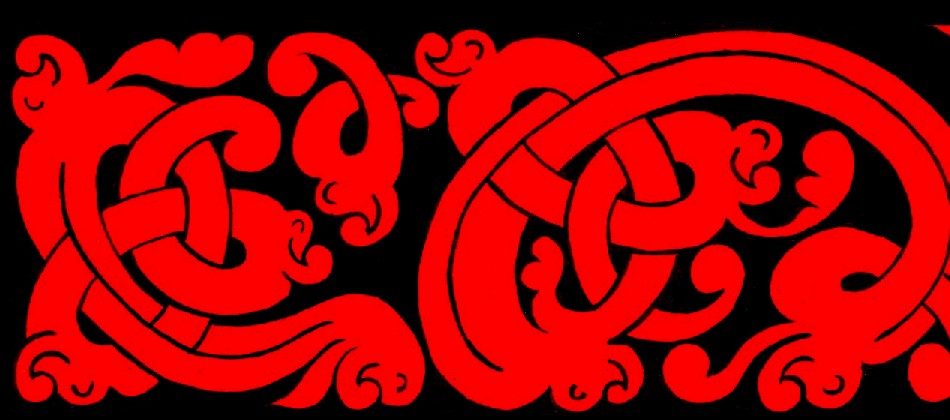